# Pterogastra
Pterogastra es un género  de plantas fanerógamas pertenecientes a la familia Melastomataceae. Comprende 6 especies descritas y de estas, solo 2 aceptadas.

## Taxonomía
El género fue descrito por Charles Victor Naudin y publicado en Annales des Sciences Naturelles; Botanique, sér. 3 12: , t. 14, f. 8. 1849.

## Especies aceptadas
Especies aceptadas hasta mayo de 2014. Nombre binomial y autor, abreviado según las convenciones y usos:
- Pterogastra divaricata (Bonpl.) Naudin
- Pterogastra minor Naudin